# Битва на Гробникском поле
Битва на Гробникском поле (хорв. Bitka na Grobničkom polju) — легендарное (возможно, выдуманное) сражение, которое, согласно хорватским летописям, произошло в 1242 году между хорватским и монголо-татарским войском во время похода хана Батыя на Восточную и Западную Европу и завершилось победой хорватских войск над монголо-татарами. Первое упоминание об этом событии относится к XVI веку и стало основой для одной из ранних романтических поэм «Гробникское поле» (хорв. Grobničko polje) Димитрия Деметера, написанной в 1842 году через 600 лет после возможной битвы. Однако историками сам факт битвы ставится под большое сомнение: в документах XIII века нет никаких упоминаний о подобных сражениях, а на месте сражения нет никаких находок тех времён.

## Предыстория
После двух разгромных походов Бату-хана на Русь монголо-татары двинулись на Запад: ими были опустошены Польша, Венгрия, Чехия, Словакия, значительная часть Балкан, после чего монгольские войска подступили к Австрии, германским княжествам, Венеции и Риму. Считается, что монголы разграбили всю Лику и Далмацию и сожгли Загреб, не сумев взять, однако, Винодол. Последствия монгольских разорений привели к тому, что вскоре на юге Европы началась эпидемия чумы .

## Содержание легенды
Согласно легенде, добровольцы со всей Хорватии (которая на тот момент находилась в унии с Венгрией) сошлись там, чтобы дать отпор монголо-татарским частям, и нанесли такое жестокое поражение захватчикам, что те ушли и больше не возвращались. Однако доказательств самого факта битвы до сих пор не найдено: неизвестна ни численность хорватского войска, ни имена его командиров, при этом в летописях упоминаются только 30 тысяч монголо-татарских солдат с ханом Батыем, которых удалось разбить наголову и нанести им большие потери. Есть косвенные упоминания того, что хорватские рыцари воспользовались помощью местных крестьян, накинув на себя звериные шкуры и надев вместо шлемов головы диких и домашних зверей, а также повесив на себя колокола. Внешний вид хорватского войска и громкий звон колоколов якобы напугал монголо-татар, и те сбежали с поля. Также известно, что поле после сражения получило название Гробникского в честь хорватского слова «grobnik» (с хорв. — «могила»), поскольку подавляющая часть погибших солдат там и была похоронена, а поле стало фактически братской могилой для них.

## Вопрос о подлинности события

### Летописи
Историками не найдены никакие упоминания в документах XIII века о каких-либо масштабных сражениях хорватских войск против монголов, а на Гробникском поле археологи так и не обнаружили каких-либо следов сражения или артефактов, относящихся к XIII веку. Большая часть историков считает это событие выдумкой. Первые упоминания о сражении восходят к XIV веку, однако их достоверность также является предметом многочисленных споров. Та часть легенды, в которой говорится о переодетых в звериные шкуры солдатах, позднее упоминается и в летописях как часть сражений хорватских войск против Османской империи и турецких войск, что только подтверждает версию о выдуманной битве.

### Археологические находки
В районе Гробника археологами были найдены следы Гальштатской культуры, Либурны, Древнего Рима и Раннего Средневековья (начиная с VIII века). Основу средневековых находок составляют керамические сосуды, в которых хранились различные товары, однако никаких находок XIII века археологи не обнаружили. Тем не менее, в 2013 году в Риеке на выставке в Морском музее побережья Хорватии появился меч, который был найден в 1934 году и очень был схож с североевропейскими мечами XIII века. Некоторые историки настаивают на том, что этим мечом мог сражаться воин на Гробникском поле.

## В культуре
Помимо Димитрия Деметера, битву на Гробникском поле увековечили художник Целестин Медович, Антун Врамец, Павао Риттер Витезович и Андрия Качич-Миошич. В некоторых городах Хорватии проводятся памятные мероприятия по случаю битвы: так, в Риеке и Хрелине были памятные мероприятия по случаю 750-летия битвы.